# Oxyopes falconeri
Oxyopes falconeri är en spindelart som beskrevs av Roger de Lessert 1915. Oxyopes falconeri ingår i släktet Oxyopes och familjen lospindlar. Inga underarter finns listade i Catalogue of Life.